# Theope kingi
Espèce
Theope kingi est une espèce d'insectes lépidoptères de la famille des Riodinidae et du genre Theope.

## Taxonomie
Theope kingi a été décrit par Jason Piers Wilton Hall et Keith Richard Willmott (d) en 1996.

### Nom vernaculaire
Theope kingi se nomme en anglais King's Theope.

## Description
Theope kingi est un papillon à l'apex des ailes antérieures anguleux et au  dessus des ailes bleu foncé métallisé avec aux ailes antérieures de larges bordures costale et externe marron foncé à noir ne laissant qu'une bordure interne bleue, alors que les ailes postérieures sont de couleur bleue avec une bande marron à noire le long du bord costal.
Le revers est jaune d'or.

## Écologie et distribution
Theope kingi est présent à Panama.

### Protection
Pas de statut de protection particulier.